# Sabirni logor Omarska
Koncentracijski logor "Omarska" ili preciznije "Rudnik Omarska" bio je logor za zatvaranje i mučenje bošnjačkog i hrvatskog stanovništva, s područja općine Prijedor u razdoblju svibanj - kolovoz 1992. godine.
Logor su organizirali lokalne vlastodršci nakon nasilnog preuzimanja vlasti, od strane Srpske demokratske stranke, u općini tijekom svibnja iste godine. Tada je organizirana sustavna kampanja zatvaranja i protjerivanja nesrpskog stanovništva prijedorske regije, a njihova imovina je pljačkana i uništavana.
Točna lokacija logora je rudnik željezne rude "Omarska", udaljen nekoliko kilometara od istoimenog mjesta. U logoru je bilo zatvoreno, u krajnje nečovječnim uvjetima, više tisuća ljudi. Logoraši su bili izloženi torturi različitog tipa: fizičkom mučenju, psihičkom maltretiranju, silovanjima i raznim oblicima seksualnog mučenja, te ubojstvima.
Logor je bio dio organiziranog sistema deportacije i zatvaranja bošnjačkog i hrvatskog stanovništva tijekom 1992. godine. Na teritoriju općine Prijedor, uz logor "Rudnik Omarska", djelovalo je više sličnih mjesta mučilišta i stratišta poput "Keraterma" u Prijedoru, "Trnopolja" kod Kozarca i drugih, a usko su povezani i s koncentracijskim logorom "Manjača" na teritoriju općine Banja Luka.
Kroz logor "Rudnik Omarska" prošlo je više tisuća ljudi. Prema iskazima svjedoka, sa suđenja na Međunarodnom sudu za ratne zločine počinjene na području bivše Jugoslavije, u logoru je bilo pritvoreno i više desetina žena. Dio njih bio je izložen sustavnom mučenju i silovanjima.
Dio logoraša je uspio domoći se slobode potplaćivanjem čuvara i zapovjednika logora, a siromašni su likvidirani. Njihovi tjelesni ostaci se ekshumiraju na širem području prijedorske regije. Računa se da je na području prijedorske i susjednih općina likvidirano do dvije tisuće ljudi bošnjačke i hrvatske narodnosti. Od toga broja Bošnjaci su činili preko 90% stradalih.
Pred Međunarodnim sudom za ratne zločine počinjene na području bivše Jugoslavije vodi se više sudskih procesa pojedincima osumnjičenim za zločine počinjene u logoru. Dio njih je osuđen a dio sudskih procesa je prebačen na bosanskohercegovačke sudove. 

## Poveznice
- Priča svjedokinje u hrvatskom dnevnom listu 24 sata[neaktivna poveznica]
- Detaljna analiza na stranicama Kongresa Bošnjaka Sjeverne Amerike  Arhivirana inačica izvorne stranice od 10. kolovoza 2006. (Wayback Machine)
- (engl.) Video Documentation Partnership  Arhivirana inačica izvorne stranice od 18. svibnja 2006. (Wayback Machine)
- (engl.) Mejakic Omarska camp indictment